# Ceratozamia whitelockiana
Ceratozamia whitelockiana là một loài thực vật hạt trần trong họ Zamiaceae. Loài này được Chemnick & T.J.Greg. mô tả khoa học đầu tiên năm 1995 publ. 1996.